# ボルボ・V60

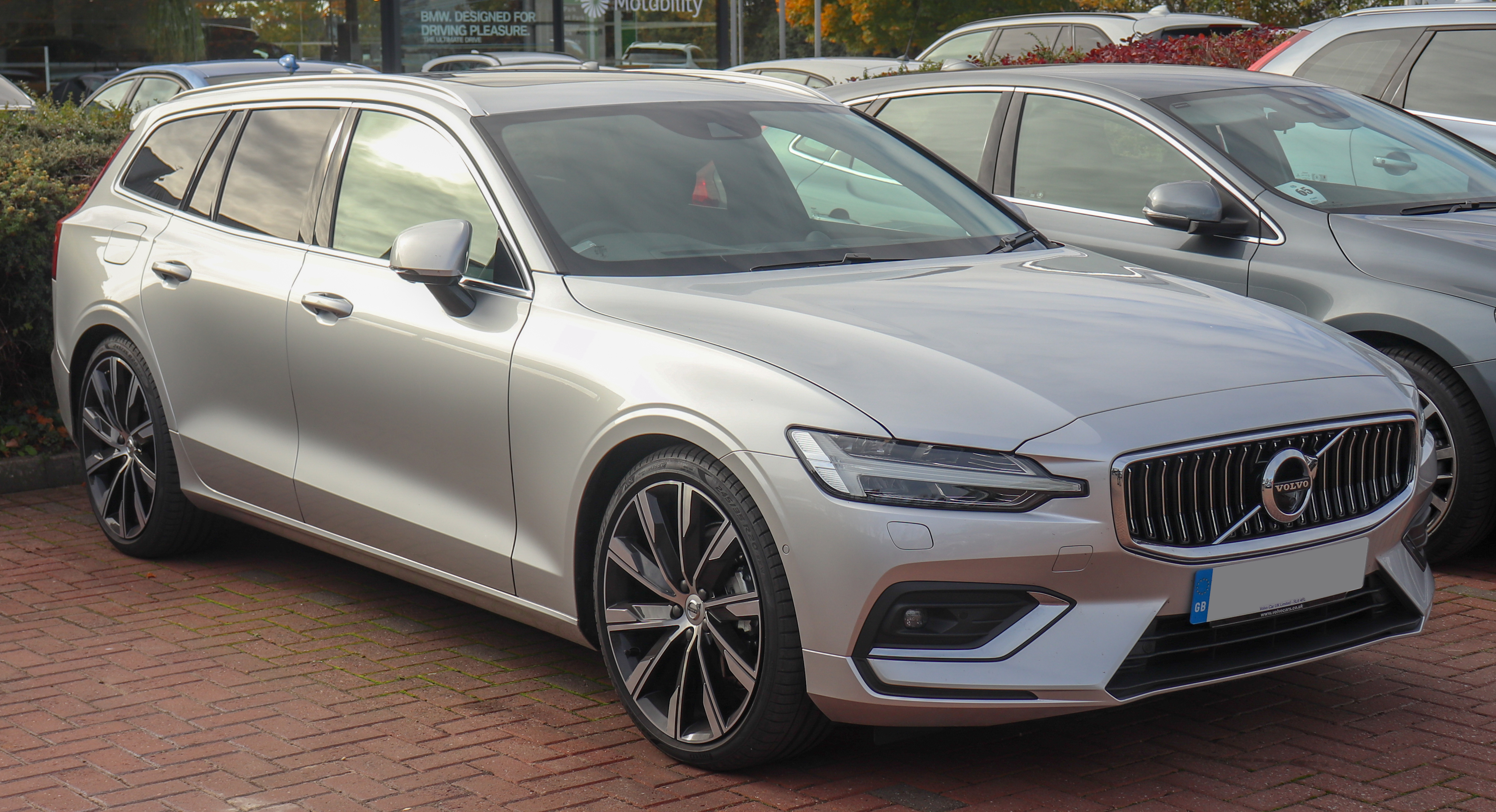
Inscription PRO D4（2代目）

V60（Volvo V60）はスウェーデンの自動車メーカー、ボルボ・カーズが製造・販売するステーションワゴンである。

## 概要
2010年に登場した2代目・S60のワゴンモデルとして、モンディアル・ド・ロトモビル(パリサロン)で公開されたコンセプトカー“V60コンセプト”をルーツとしている。ボルボとしては、V70・V50に続く、第3のステーションワゴンで、車格は両車の中間（Dセグメント）に位置する。欧州では、同年秋に発売を開始した。
2015年10月、V60をベースとしたクロスオーバーモデル、V60 クロスカントリー（Cross Country）が発表された。
2018年2月、ストックホルムにて、SPA（Scalable Product Architecture）プラットフォームを導入した2代目が発表された。

## 初代（2010年 - 2018年）
2010年7月5日、発表された。同年秋より、欧州市場にて発売を開始した。
ボディサイズは、全長4,630mmx全幅1,860mmx全高1,480mm（日本仕様の場合）で、車格を考慮すると、比較的大柄である。プラットフォームは、S60やXC60と同様に、ボルボ・P24プラットフォームを使用する（2,775mmのホイールベースは、S60やXC60と同一）。リアのラゲッジスペースは、430ℓを確保している。
V70やV50と同じステーションワゴンだが、S60やXC60同様、クーペを髣髴とさせる流麗かつ大胆なデザインとなっている。なお、エクステリアは、チーフデザイナーのピーター・ホールバリーによるものである。自然素材を多用したインテリアは、他シリーズで既にお馴染みの「フリーフローティングセンタースタック」に代表される、ボルボならではのスカンジナビアテイストを表現したデザインを採用し、上質さを高めた。
パワーユニットは、1.6L・直列4気筒ならびに同直噴ターボ、2.0L・直列4気筒ターボ（B4204T）、3.0L・直列6気筒ターボ（B6304T2）、1.6L・DRIVeディーゼル、2.0L・直列5気筒ディーゼルターボ（D5244T16）、2.4L直列5気筒ディーゼルターボと、豊富なラインアップが用意される。
安全面では、ESPやフロント&サイドエアバッグなどの安全装備に加え、ボルボ独自の「WHIPS（衝撃吸収式リクライニング付フロントシート）」、「ROPS（横転保護システム）」などが装備される。さらに、V60やXC60でも採用された、市街地走行時や渋滞時などの低速走行時（時速30km/h以下）における、追突事故を劇的に減少させる、低速用追突回避・軽減オートブレーキシステム「シティセーフティー」を全車に、前方に備えたレーダーセンサーとカメラにより、歩行者などを検知し、衝突を可能な限り回避する「ヒューマンセーフティー」を標準装備ないしはオプション設定した。加えて、ドアミラーにサイドカメラを装備して死角を減らすなど、細部にわたり、ボルボの真骨頂ともいえる安全性を徹底させた。

### 日本での販売
2011年5月9日、日本仕様が発表された。同年6月4日に発売開始。グレードは、S60同様、「1.6 DRIVe」「3.0 T6 AWD SE」「3.0 T6 AWD R-DESIGN」の3種類である。なお、トランスミッションはT6系に6AT、DRIVeにゲトラグ社製6速DCTを搭載する。また、T6系には、プレチャージ式電子制御AWDを組み合わせる。
同年7月15日、2012年モデルを発売。燃費性能が改善された。
同年11月9日、200台の特別限定車「Sports」を発売。シャシーをダイナミックシャシーに変更し、18インチアルミホイール、デュアルキセノンヘッドライト、マフラーカッター、ダークティンテッドガラスが装備される。
2012年5月15日、700台の特別限定車「T4 R-DESIGN」を発売。
同年8月17日、2013年モデルを発売。燃費性能を向上させたほか、装備を充実させた。
同年11月5日、T6エンジン（3.0L 直列6気筒直噴ターボ、B6304T型）の能力を向上させる、専用エンジン・プログラム「ポールスター・パフォーマンス・パッケージ」を発売。
同年11月27日、「T4」に、40台の特別仕様車「スカンジナビアン・リミテッド」を設定し、発売。
2013年8月27日、ビッグマイナーチェンジを受けた2014年モデルを発売（後期型）。ラインアップを見直し、「T4 SE」を追加した。ワイドなフロントグリルやバンパーのLEDポジションランプ、新形状のボンネットなどを採用し、デザインが一新された。特徴的であった、分割型のヘッドライトも、一体型に改められた。また、リアバンパーのボディー同色部分を拡大した。
同年10月25日、スポーティーグレード「T4 R-DESIGN」および「T6 AWD R-DESIGN」を発売。専用デザインのフロントグリル、バンパー、アルミホイールなどを装備する。
2014年2月20日、一部改良。「T5 SE」および「T5 R-DESIGN」に、新開発の2.0L 直列4気筒直噴ガソリンターボエンジンを搭載した。このエンジンは、「Drive-E」シリーズの第一弾として開発され、最高出力245ps、最大トルク35.7kgmを発生する。8速ATを採用したほか、電動パワーステアリングを採用し、燃費性能を向上させた。また、「LKA」と縦列駐車支援機能「パークアシスト・パイロット」を選択できる。
同年5月1日、ポールスター社がチューニングした、60台限定の特別仕様車「V60 ポールスター（Polestar）」の受注を開始。「T6 AWD R-DESIGN」をベースに、3.0L 直列6気筒ターボエンジンを、ボルグワーナー製のツインスクロールターボやインタークーラー、専用コンピューターなどでチューンし、最高出力350ps、最大トルク51.0kgmを発揮する。6速ATを組み合わせ、0-100km/h加速は4.9秒、最高速度は250km/h（リミッター制限）。
同年5月23日、特別仕様車「Luxury Edition」を設定し、発売。「T4 SE」をベースに、「ヒューマンセーフティー」などの装備を充実させた。
同年8月19日、特別仕様車「T4 R-DESIGN PLUS」を発売。「T4 R-DESIGN」をベースに、安全機能が標準装備されている。
同年10月1日、一部改良。これまでオプション設定だった装備に、リアビューカメラを加えた、全10種類の安全装備・運転支援機能を「IntelliSafe10」として標準装備した。
2015年4月8日、特別仕様車「ラグジュアリーエディション」を設定。
同年6月1日、ポールスター社がチューニングした、40台限定の特別仕様車「V60 ポールスター（Polestar）」の予約受注を開始。前年に60台導入された分と合わせると、計100台が導入されたことになる。
同年7月23日、2.0L 直列4気筒ディーゼルターボエンジン「D4」搭載モデルの導入を発表。同日に販売を開始した。アイシンAW（現・アイシン）製の8速ATを組み合わせ、「D4 SE」および「D4 R-DESIGN」の2グレードを展開する。
同年10月6日、クロスオーバーモデルである、クロスカントリー（Cross Country）が発表された。V60をベースに、専用のエクステリアデザインとサスペンションが採用され、V60比で全高が+60mmの1540mm、最低地上高が+65mmの200mmとなる。
同年12月28日、ディーゼルモデル「D4 SE」の価格を、2016年1月1日より変更すると発表。
2016年2月1日、新しいエンジンを搭載したモデルを発売。スーパーチャージャー付き2.0L 直列4気筒直噴ターボエンジンを搭載する「T6 AWD R-DESIGN」と、1.5L 直列4気筒直噴ターボエンジンを搭載する「T3 SE」が追加された。
同年8月10日、特別仕様車「D4 Dynamic Edition」の販売を開始。
2017年8月22日、一部仕様を変更し、発売。「Tack」および「Classic」グレードが追加設定された。
同年10月27日、ポールスター社がチューニングした、30台限定の特別仕様車「V60 ポールスター（Polestar）」を発売開始。2018年モデルとなる。フロントスポイラー下部、サイドシル下部、ドアミラーカバーに、軽量なカーボンファイバーのパーツを装備する。また、専用のフロントスカッフプレートには、1から1500までのシリアルナンバーが刻まれる。2.0L 直列4気筒インタークーラー付ターボ＋スーパーチャージャーエンジンを搭載し、最高出力367HP、最大トルク47.9kgmを発生する。

### ギャラリー

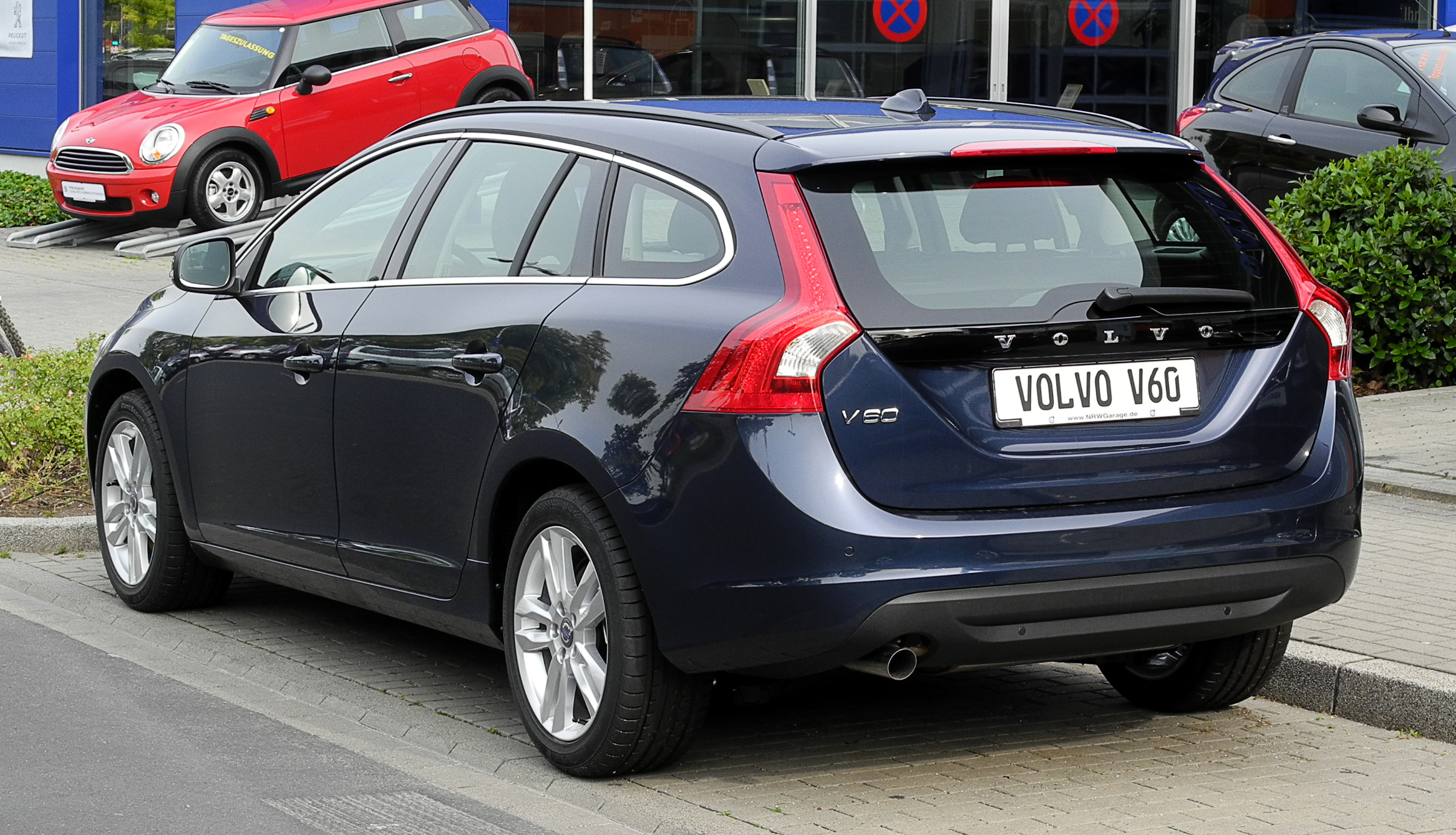
前期型
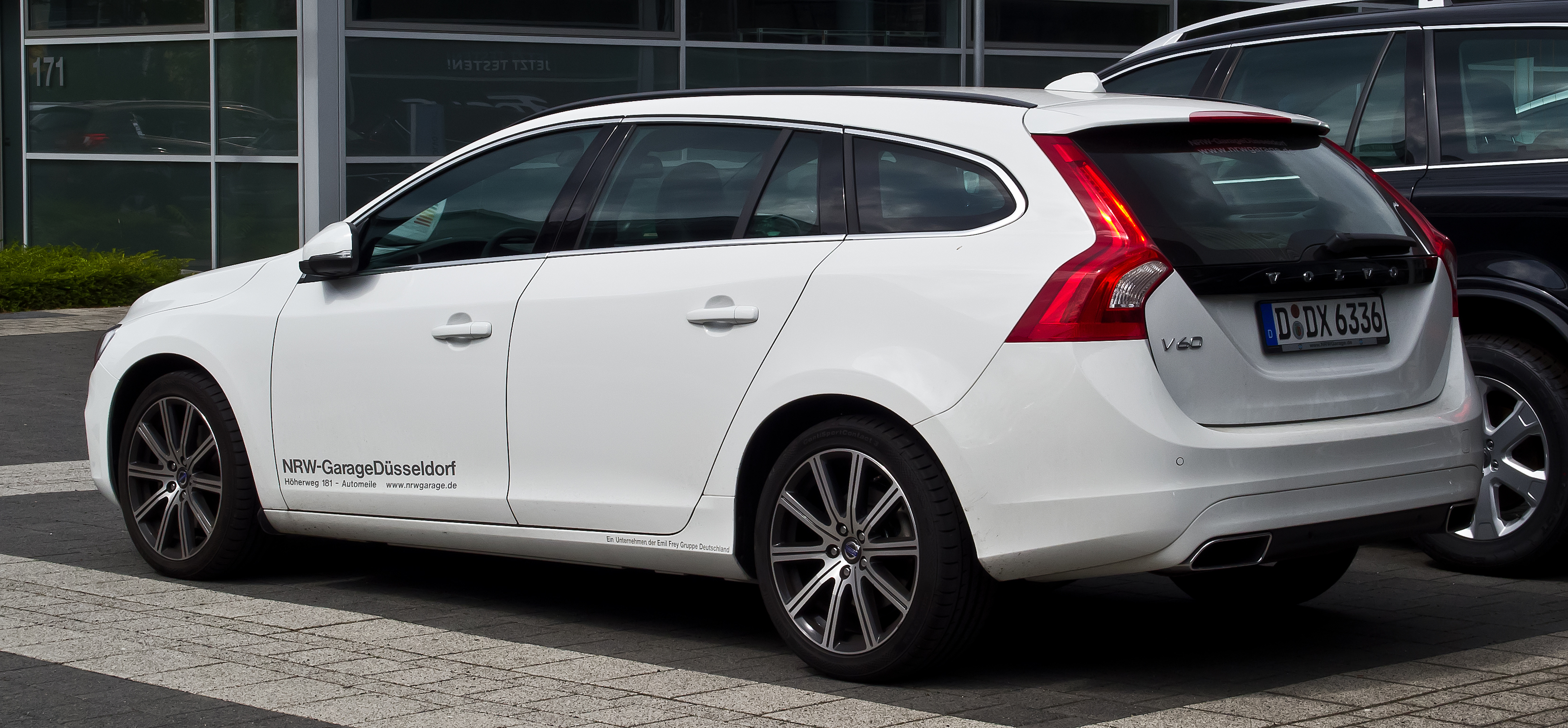
後期型
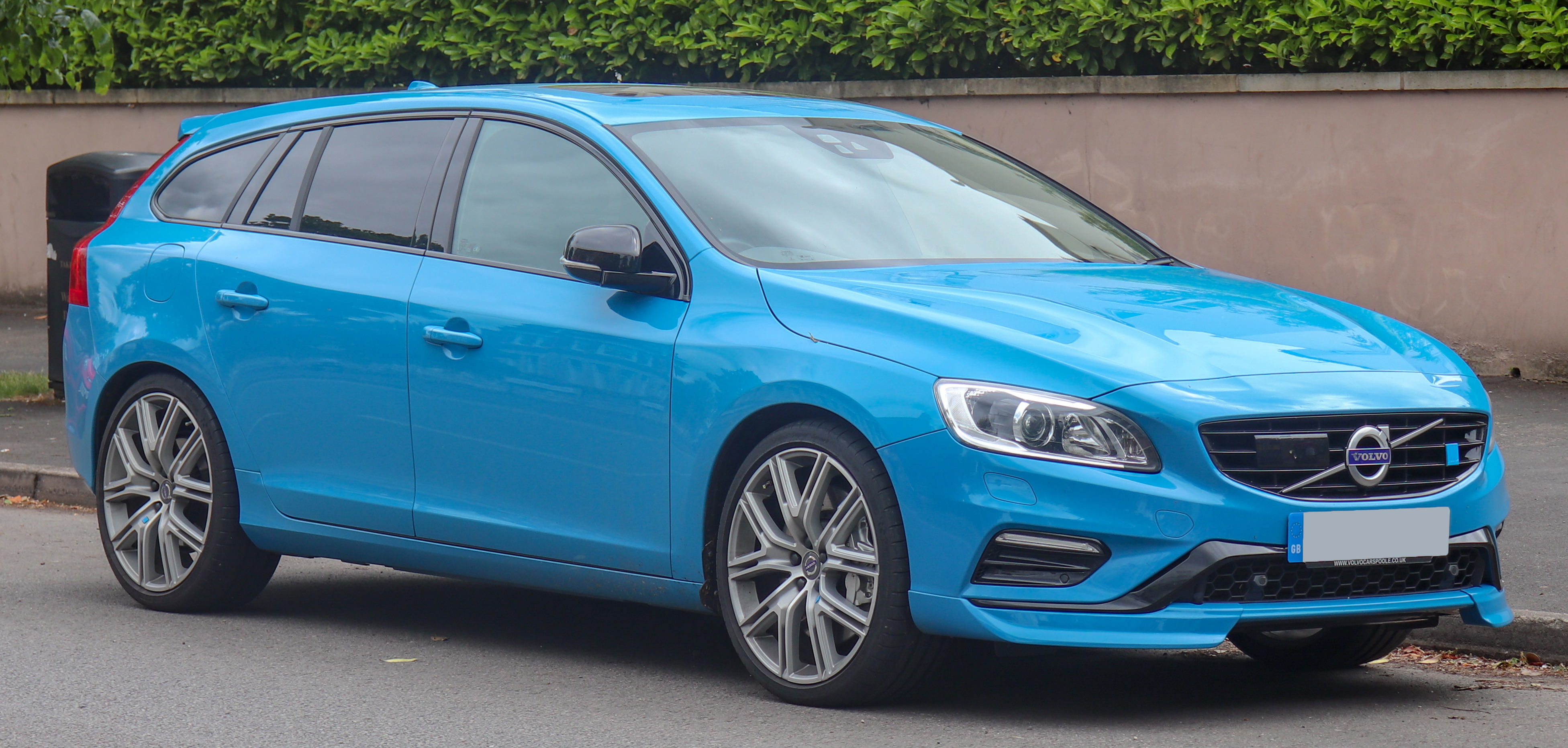
Polestar
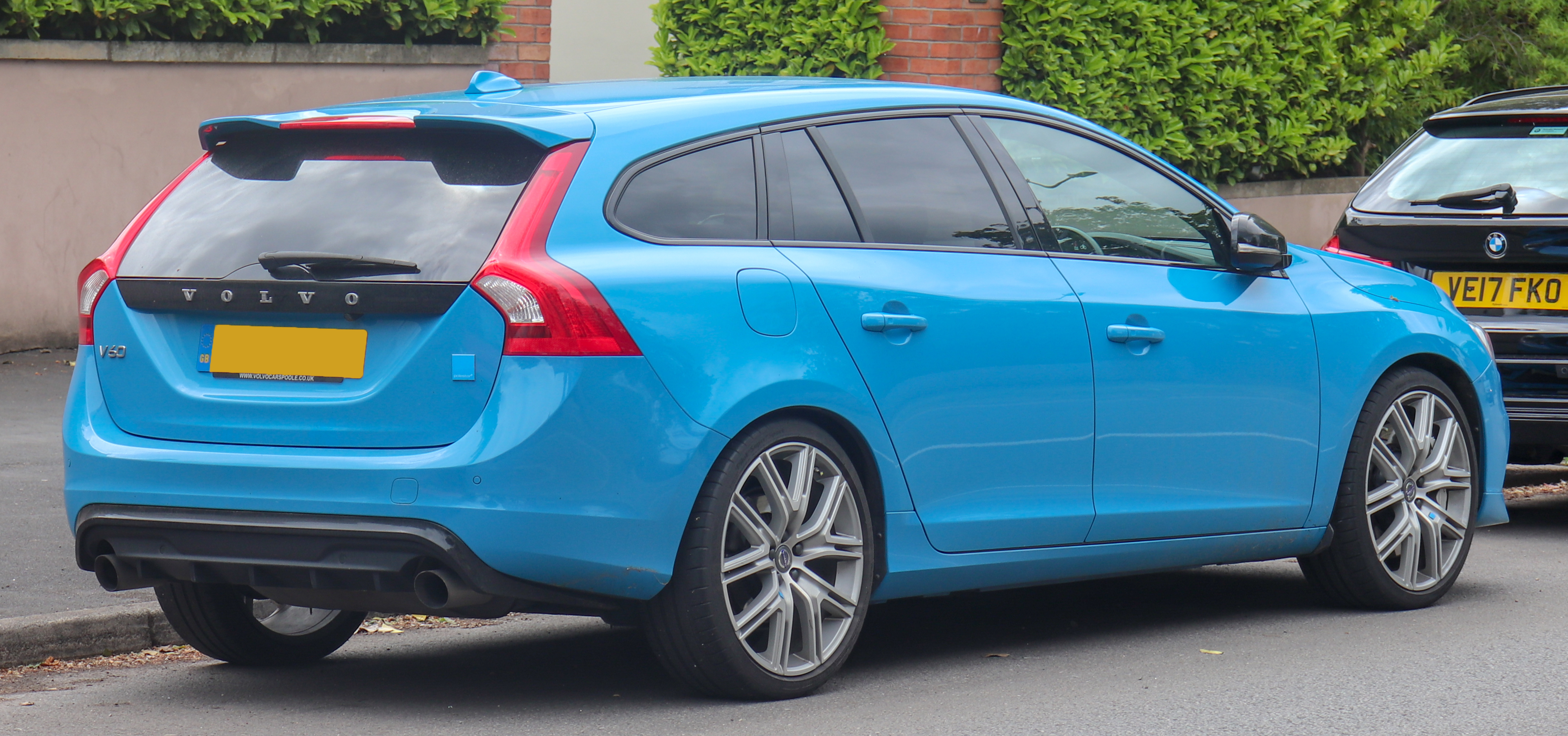
Polestar
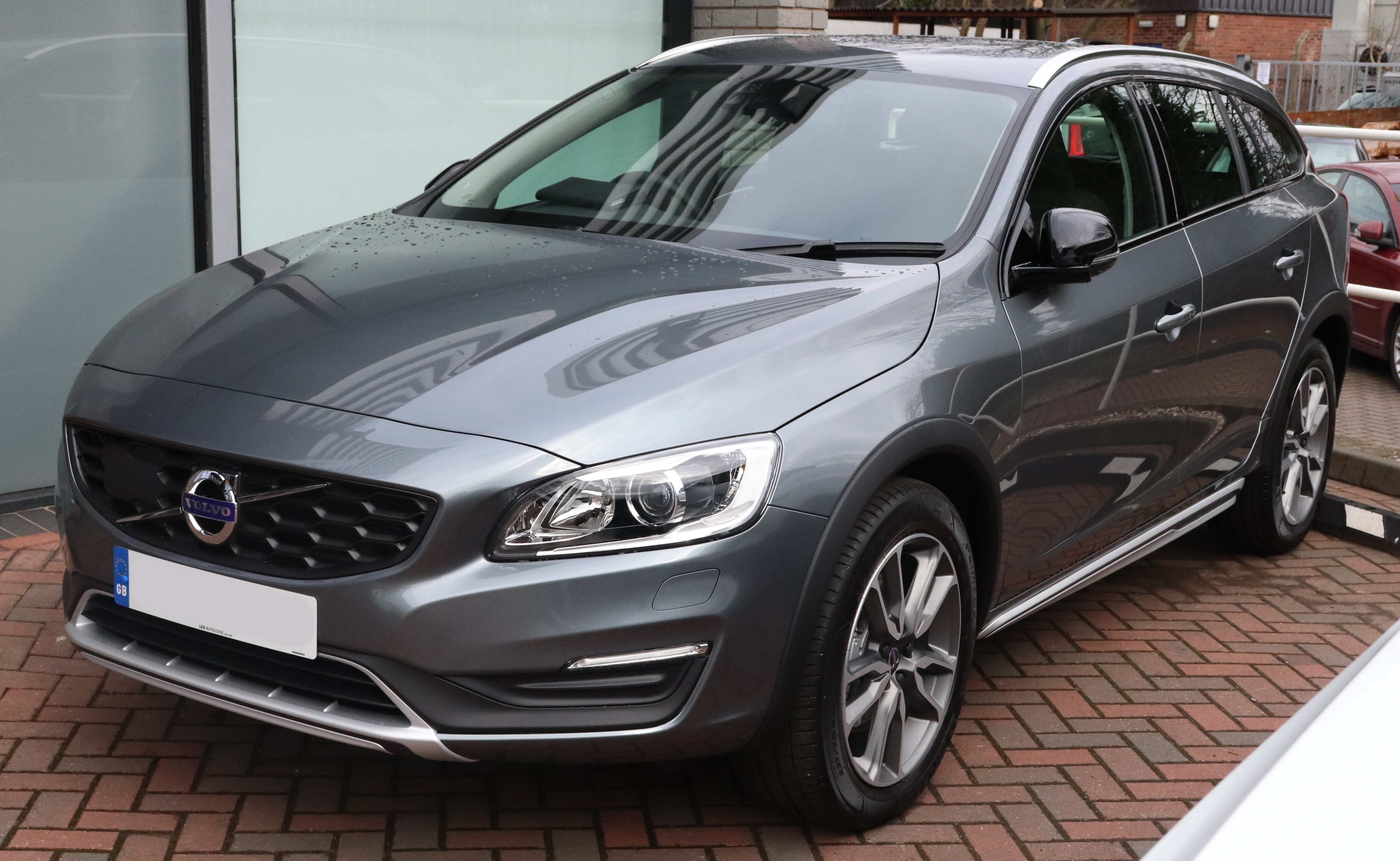
Cross Country
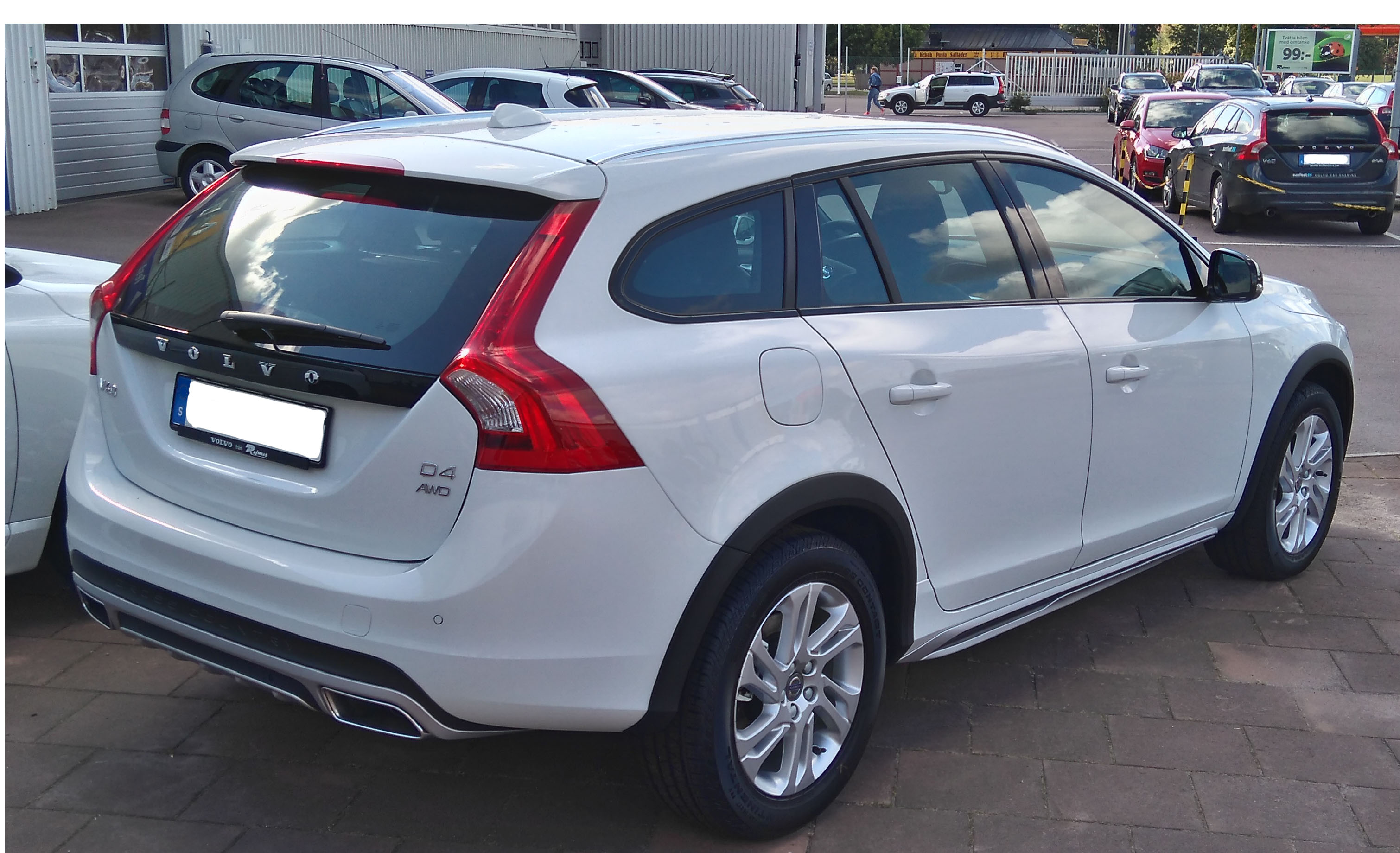
Cross Country

## 2代目（2018年 - ）
2018年3月6日、ジュネーブモーターショーにて発表された。生産は、スウェーデン・トルスランダのボルボ工場（VCT）と、ベルギー・ゲントのボルボ工場（VCG）で行われる。
今回のフルモデルチェンジに伴い、より実用的なステーションワゴンへと軌道修正が行われた。車名はそのままに、850に端を発する、V70の後継モデルに近い位置づけとなった。
XC60（2代目）に次ぐ、新世代「60」シリーズの第2弾として、「SPA（スケーラブル・プロダクト・アーキテクチャー）」と呼ばれるプラットフォームを採用している。同じSPAをベースとする「90」シリーズが、“Sophisticated（洗練された）”を重視して開発されたのに対し、60シリーズは、ダイナミックなキャラクターに仕上げられた。
ボディサイズは、全長4,760mmx全幅1,850mmx全高1,435mm、ホイールベースは2,870mmとなる。先代に比べ、全長が125mm大きく、全幅が15mm小さくなり、全高が45mm低くなった。全幅の縮小は、設計当初から、日本市場での使い勝手を配慮した結果であるという。ラゲッジスペースは、先代よりも拡大され、529リッターを確保した。FFモデルの最小回転半径は、5.7ｍである。
エクステリアは、新世代ボルボを象徴する、トールハンマー型のLEDデイタイム・ランニング・ライト及び、テールゲートに回り込んだLEDリアライトも、XC60同様のデザインとなる。また、前後のワイパーブレードは、ウィンドウウォッシャーノズル内蔵型となった。
90シリーズ譲りのインテリアは、縦長のエアコンルーバーや、12.3インチの液晶メーターパネル、9インチセンターディスプレイを備えたインフォテインメントシステム「SENSUS（センサス）」などを装備し、ドリフト・ウッド・パネルと合わせて、優雅で上質な空間を実現する。フロントシートには、マッサージ機能やベンチレーション機能などの快適装備が備わる。サウンドシステムには、「Bowers & Wilkins」と「harman/kardon」の2種類が用意される。
パワートレインは、PHEV（プラグインハイブリッド）モデルに、T6ツイン・ガソリンエンジン及び、T8ツイン・ガソリンエンジンの2種類が用意される（いずれもAWDのみ）。ICEモデルのガソリンエンジン（T5またはT6）及び、ディーゼルエンジン（D3またはD4）にも、それぞれ2種類ずつ用意される。
安全面では、「City Safety」と呼ばれる、衝突回避・軽減フルオートブレーキシステムや、アダプティブクルーズコントロール（ACC）、車線維持機能のパイロットアシストなど、16種類以上の先進安全・運転支援機能からなる「IntelliSafe（インテリセーフ）」を標準装備とした。さらに、当モデルから、衝突回避・軽減フルオートブレーキシステムに、対向車対応機能と、オートブレーキ機能付CTA（クロス・トラフィック・アラート）が追加された。

### 日本での販売
2018年9月25日、V60を発表・発売。新たに、PHEVモデルが設定される一方で、ディーゼルモデルは廃止された。ラインアップは、標準仕様の「Momentum」をT5に、装備が充実した上級仕様の「Inscription」をT5、T6 Twin Engine AWD、T8 Twin Engine AWDに用意する。トランスミッションは、全モデルに8速ATが搭載される。輸入車ブランドとして唯一、これまで3年間だった新車保証の期間を、走行距離無制限で5年間に拡大した（新車5年保証）。
2019年4月17日、クロスオーバーモデルである、クロスカントリー（Cross Country）を発表・発売。ベースのV60比で、全長が25mm、全幅が45mm、全高が50mm、ホイールベースが5mm拡大している。専用シャシーやサスペンションを用い、最低地上高は、SUVの「XCシリーズ」と同等の数値（210mm）を確保した。ラインアップは、標準仕様の「T5 AWD」と、上級仕様の「T5 AWD Pro」の2種類が用意される。T5エンジンと4WDの組み合わせは、クロスカントリー専用となる。
同年6月11日、V60のPHEVモデルに仕様変更。新グレード「T6 Twin Engine AWD Momentum」を追加発表した。さらに、PHEVの全モデルに搭載される、駆動用リチウムイオンバッテリーの容量が、30Ahから34Ahに拡大され、EV走行距離が向上した。併せて、ICEモデルに仕様変更。BLISTM（ブラインドスポット・インフォメーション・システム）に、ステアリング･アシスト機能が、パイロット･アシスト（車線維持支援機能）に、ステアリングホイールの微振動により、運転者に一時解除を知らせる新機能が追加された。
2020年10月21日、V60に仕様変更。パワートレインが一新され、全モデルが電動化された。純ガソリンモデルの「T5」が廃止され、48Vマイルドハイブリッドモデルの「B4」および「B5」が追加設定された。搭載されるエンジンには、気筒休止機構が採用される。トランスミッションは8速ATで、FFのみの設定となる。ラインアップは、B4に「Momentum」が、B5に「Inscription」および「R-DESIGN」が用意される。併せて、既存のPHEVモデル「T6 Twin Engine AWD」が「Recharge plug-in hybrid T6 AWD」に改称されるとともに、「T8 Twin Engine AWD」が廃止された。加えて、スマートフォンのワイヤレス充電機能と、CleanZone アドバンストエアクオリティーシステム（PM2.5センサー、車内自動換気機能付き）を新装備したほか、最高速が180km/hに制限され、あらかじめ最高速をより低く設定しておける「ケアキー」も導入された。
同年11月6日、ポールスター社がチューニングした、20台の特別限定車「T8 Polestar Engineered」を追加設定。「T8 Twin Engine AWD」をベースに、専用チューニングを施し、出力が向上している。足回りには、オーリンズ製DFVショックアブソーバー（22段階調整）や、専用ストラットタワーバー、Polestar Engineered / Brembo 製フロントブレーキ（371mm / 6 ピストン）を採用する。エクステリアは、専用のバンパーやグリル、19インチ鍛造アルミホイール、ゴールド色のブレーキキャリパー、「Polestar Engineered」ロゴをあしらった、ブラッククローム仕上げのステンレススチール製エキゾーストパイプが装着される。インテリアは、専用のゴールド色のシートベルトや、テキスタイル×ファインナッパレザーのコンビスポーツシート、パドルシフト等が備わる。
同年11月26日、クロスカントリーに仕様変更。V60と同様に、パワートレインが一新され、全モデルが電動化された。ラインアップは、標準仕様の「B5 AWD」と、上級仕様の「B5 AWD Pro」の2種類が用意される。その他の変更点は、V60に準ずる。
2021年12月16日、V60に仕様変更。「B4 Momentum」に搭載されるトランスミッションが、従来の8速ATから、湿式クラッチを採用した、新開発の7速DCTに変更された。一定の条件下では、アクセルオフによるコースティング時に、エンジンが停止するようになっており、WLTCモード燃費が約12％改善している。
2022年1月13日、V60のPHEVモデルに仕様変更。駆動用リチウムイオンバッテリーの容量を、従来モデルより約60％大きい18.8kWhに増大したことで、EV航続距離が、約2倍延伸された。また、エンジンからスーパーチャージャーを外し、ターボチャージャーのみに変更した。加えて、ジェネレーターと駆動用モーターの両方の機能を備えた「CISG」（Crank Integrated Starter Generator）の出力を、71PS（52kW）に高めたほか、後輪駆動用モーターの出力を、従来モデルより約65％高い146PS（107kW）とすることで、動力性能の向上と回生ブレーキの高効率化を図った。
同年7月6日、V60に仕様変更。グレード名称が、従来の「Momentum」と「Inscription」から、それぞれ「Plus」と「Ultimate」に改められた。V60のラインアップは、「Plus B4」と「Ultimate B4」の2種類に整理され、B5はクロスカントリーのみの設定となった。全モデル、メーターパネルとホイールの意匠が一新されるとともに、Googleのインフォテインメントシステムが標準装備された。また、「プラチナグレーメタリック」「シルバードーンメタリック」「ブライトダスクメタリック」の3色が新設定された。併せて、PHEVモデルには、ワンペダルドライブ機能を搭載したほか、「Recharge Ultimate T6 AWD plug-in hybrid」には、よりモダンな造形と、精悍なグロッシーブラック仕上げの新しいエクステリアが与えられるとともに、テイラードウールブレンドシートが選択可能となった。
同年9月1日、V60に特別仕様車「Ultimate B4 Dark Edition」と、ポールスター社がチューニングした、150台の特別限定車「Recharge Polestar Engineered」を追加設定。前者は「Ultimate B4」をベースに、ベンチレーション／リラクゼーション機能付きのナッパレザーシートや、オレフォス社製クリスタルシフトノブなどを装備する。さらに、グロッシーブラックを基調としたエクステリアデザインテーマと、より俊敏な走りを生み出すスポーツサスペンションを採用している。後者は、2020年に発売された「T8 Polestar Engineered」をベースに、パワートレインを最新のものに換装したもので、内外装の意匠や装備に、大きな変更点はない。なお、今回の導入をもって、ポールスターエンジニアードの限定車は販売終了となる。
2023年7月12日、V60・クロスカントリーに仕様変更。 両者ともに、「Googleアプリ/サービス」および「ボルボ・カーズ・アプリ」の無償利用可能期間が、従来の4年間から5年間へ延長されたほか、「ヴェイパーグレー」が新設定された。さらに、従来有償色であったメタリック・ペイント、プレミアムメタリック・ペイントが車両本体込み価格となった。V60の「Plus B4」と、クロスカントリーの「Plus B5 AWD」では、前後シートヒーター、ステアリングヒーター、本革シート、助手席シートメモリー、電動ランバーサポート、電動クッション・エクステンション、4ゾーン・オートエアコン、エアピュリファイヤーが標準装備となった。V60の「Recharge Ultimate T6 AWD plug-in hybrid」では、新デザインの19インチ6スポークアルミホイール（ダイヤモンドカット/ブラック）が採用された。
2024年8月、V60・クロスカントリーに仕様変更。グレード名称が、従来の「Ultimate」から「Ultra」に改められた。

### ギャラリー

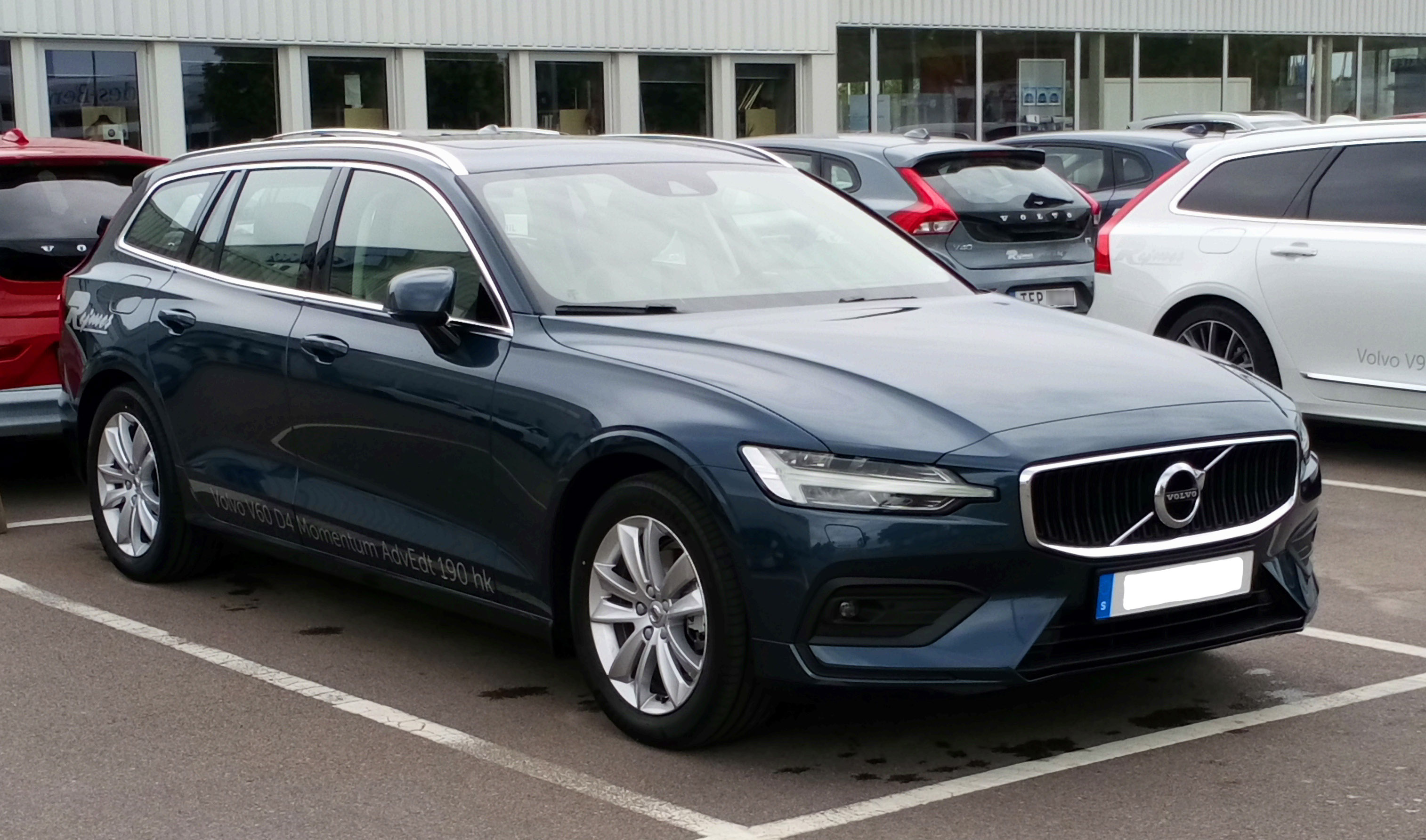
Momentum
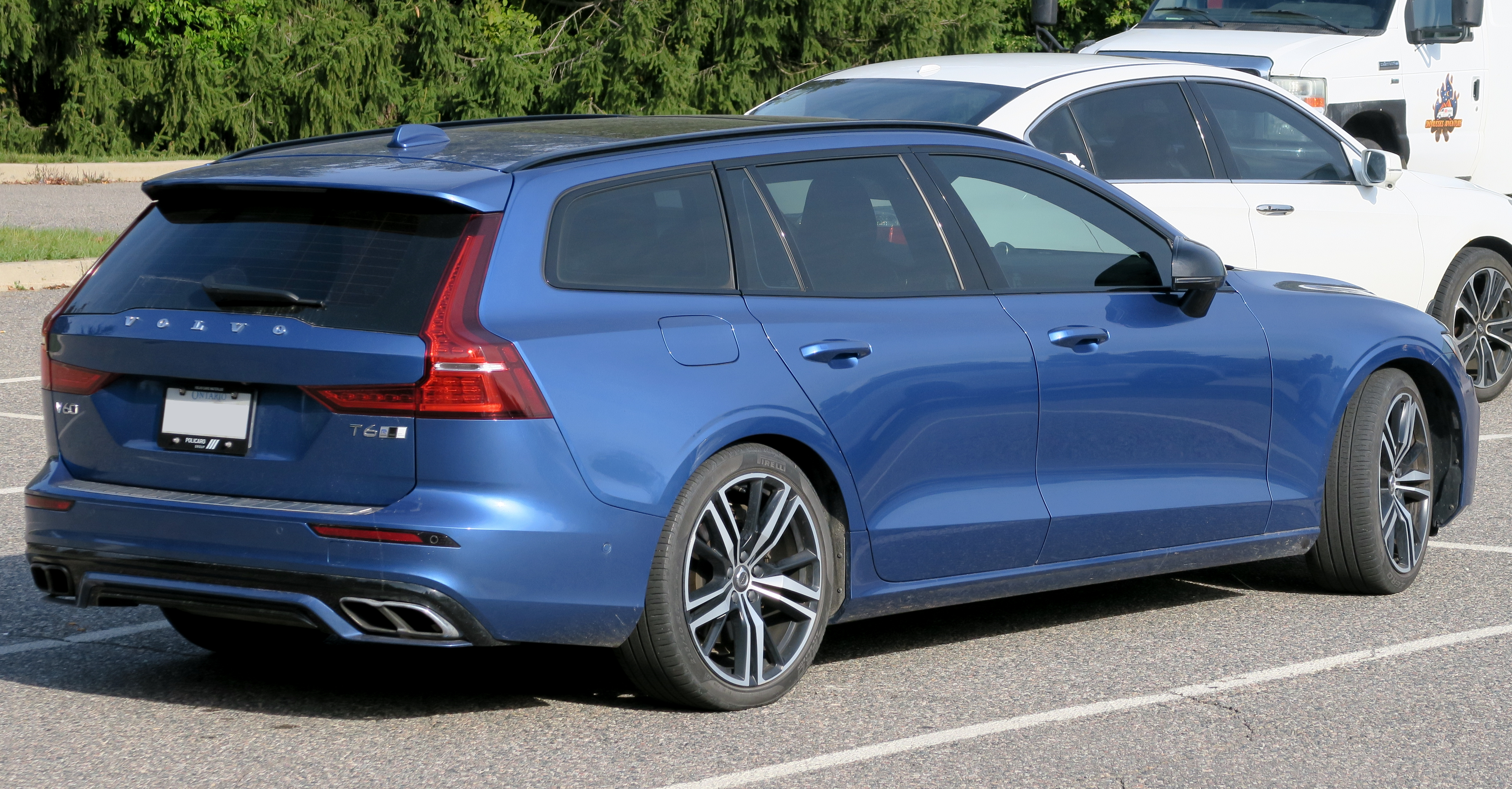
R-DESIGN
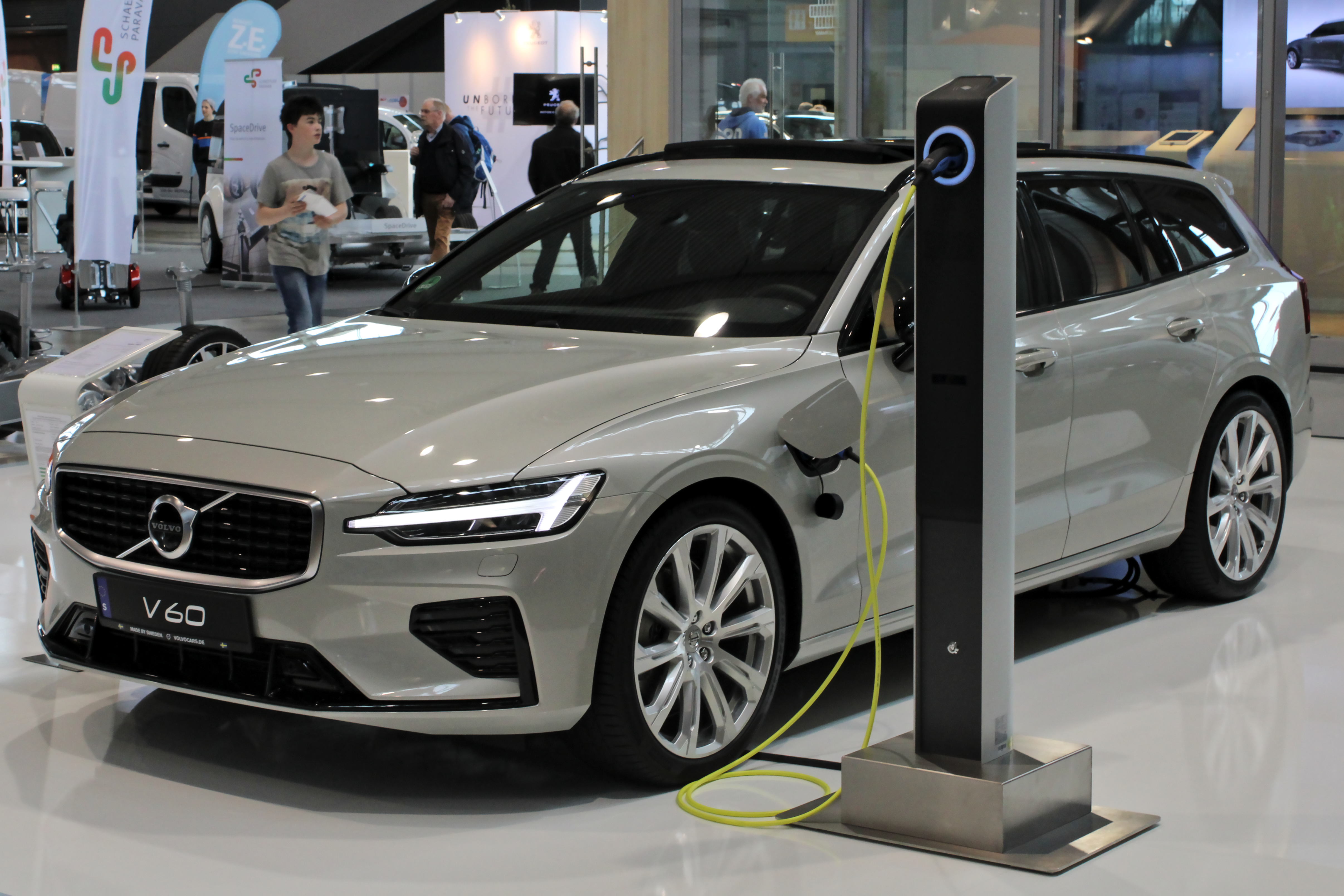
T8 Twin Engine
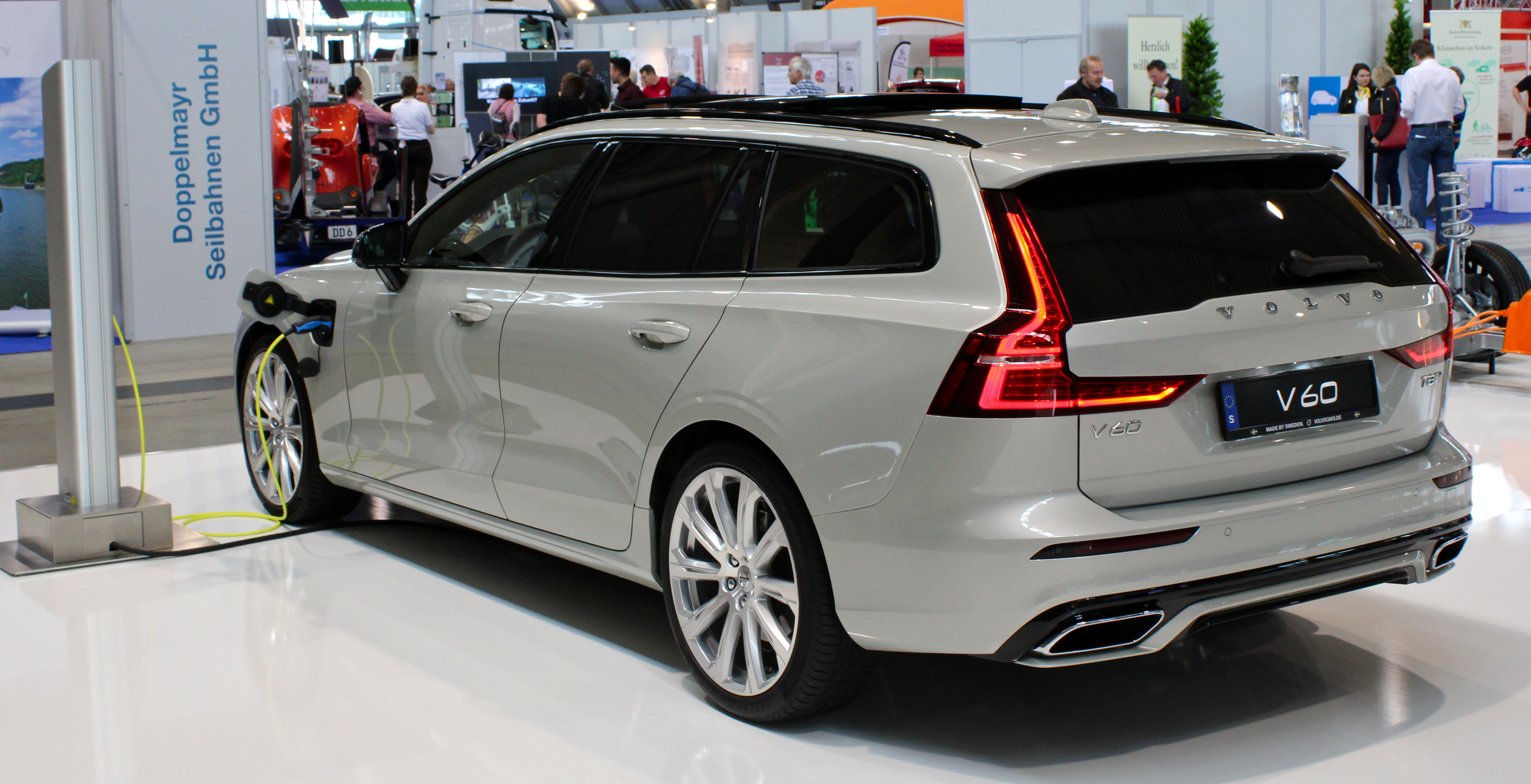
T8 Twin Engine
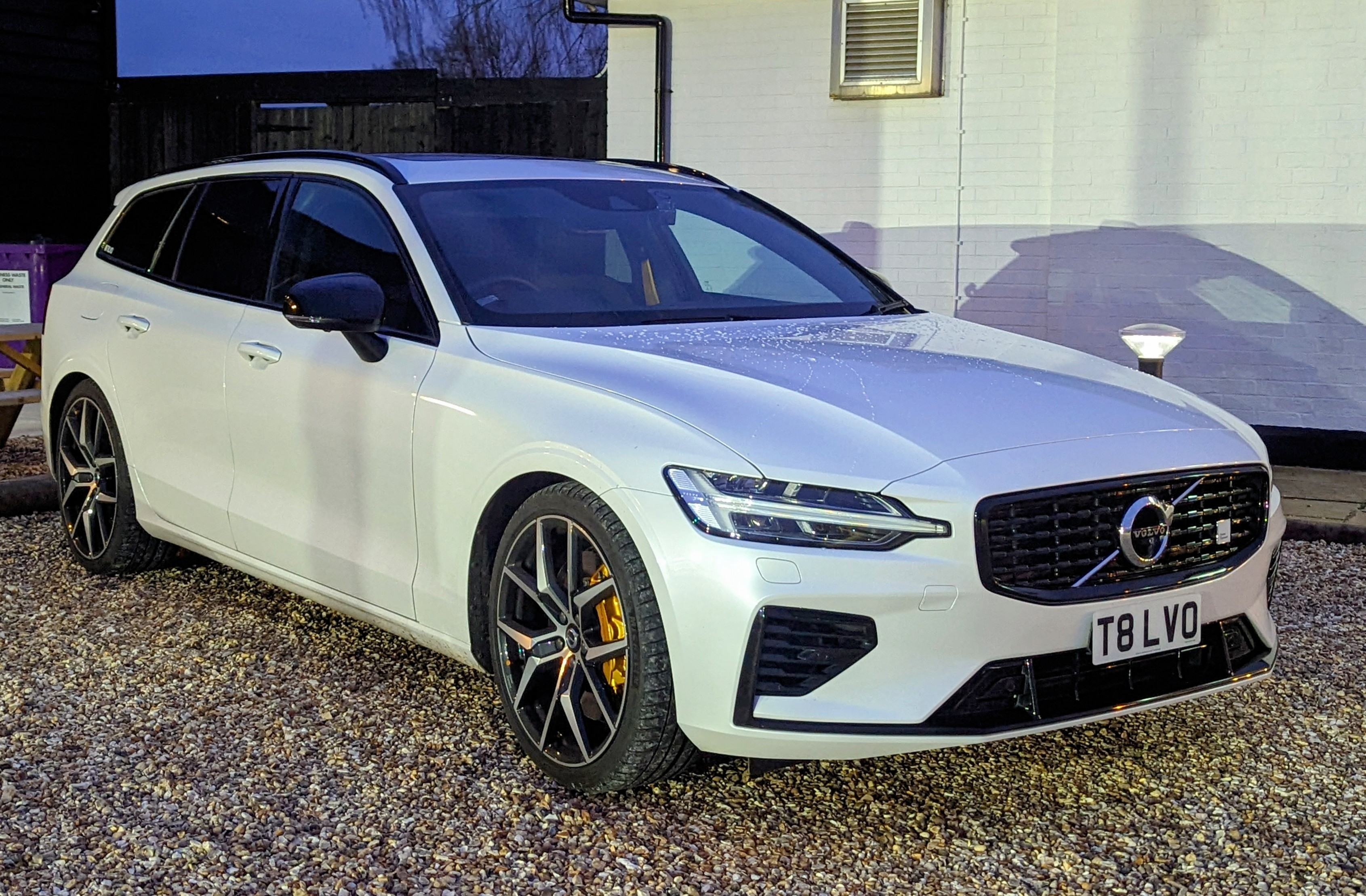
Recharge Polestar Engineered
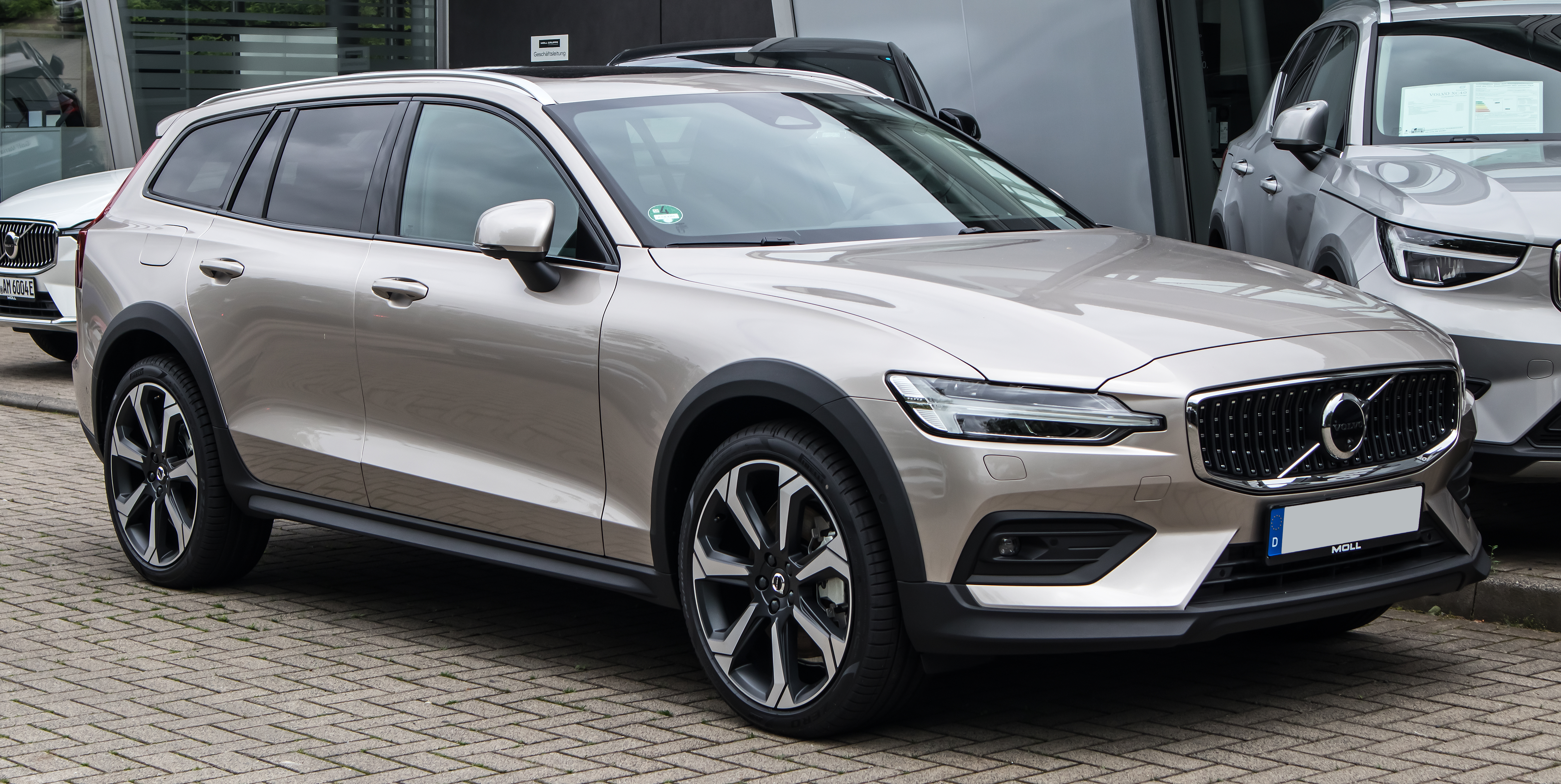
Cross Country

### エンジン
| モデル           | 形式     | 年式      | 最高出力(rpm)               | 最大トルク(rpm)                 | 総排気量 | エンジン        | 変速機 |
| ---------------- | -------- | --------- | --------------------------- | ------------------------------- | -------- | --------------- | ------ |
| B3（日本未導入） | B420T3   | 2020–2021 | 120 kW (163 PS) 4,800       | 265 N⋅m (27.0 kg⋅m) 1,500–3,900 | 1,968cc  | 直列4気筒ターボ | 8速AT  |
| B3（日本未導入） | B420T4   | 2022–2024 | 120 kW (163 PS) 4,750–5,250 | 265 N⋅m (27.0 kg⋅m) 1,500–4,020 | 1,968cc  | 直列4気筒ターボ | 7速DCT |
| B4               | B420T6   | 2020–2021 | 145 kW (197 PS) 4,800–5,400 | 300 N⋅m (30.6 kg⋅m) 1,500–4,200 | 1,968cc  | 直列4気筒ターボ | 8速AT  |
| B4               | B420T5   | 2022–     | 145 kW (197 PS) 4,750–5,250 | 300 N⋅m (30.6 kg⋅m) 1,500–4,500 | 1,968cc  | 直列4気筒ターボ | 7速DCT |
| B5               | B420T2   | 2020–     | 184 kW (250 PS) 5,400–5,700 | 350 N⋅m (35.7 kg⋅m) 1,800–4,800 | 1,968cc  | 直列4気筒ターボ | 8速AT  |
| B6（日本未導入） | B420T    | 2020–     | 220 kW (299 PS) 5,400       | 420 N⋅m (42.8 kg⋅m) 2,100–4,800 | 1,968cc  | 直列4気筒ターボ | 8速AT  |
| T4（日本未導入） | B4204T31 | 2019      | 140 kW (190 PS) 5,000       | 300 N⋅m (30.6 kg⋅m) 1,680–4,020 | 1,968cc  | 直列4気筒ターボ | 8速AT  |
| T5               | B4204T26 | 2018–2019 | 187 kW (254 PS) 5,500       | 350 N⋅m (35.7 kg⋅m) 1,500–4,800 | 1,968cc  | 直列4気筒ターボ | 8速AT  |
| T6（日本未導入） | B4204T29 | 2018–2019 | 228 kW (310 PS) 5,700       | 400 N⋅m (40.8 kg⋅m) 2,200–5,100 | 1,968cc  | 直列4気筒ターボ | 8速AT  |

| モデル           | 形式     | 年式      | 最高出力(rpm)         | 最大トルク(rpm)                 | 総排気量 | エンジン                  | 変速機      |
| ---------------- | -------- | --------- | --------------------- | ------------------------------- | -------- | ------------------------- | ----------- |
| B4（日本未導入） | D420T8   | 2021–2024 | 145 kW (197 PS) 4,000 | 420 N⋅m (42.8 kg⋅m) 1,740–2,760 | 1,968cc  | 直列4気筒ディーゼルターボ | 8速AT       |
| D3（日本未導入） | D4204T16 | 2018–2020 | 110 kW (150 PS) 3,750 | 320 N⋅m (32.6 kg⋅m) 1,750–3,000 | 1,968cc  | 直列4気筒ディーゼルターボ | 6速MT 8速AT |
| D4（日本未導入） | D4204T14 | 2018–2020 | 140 kW (190 PS) 4,250 | 400 N⋅m (40.8 kg⋅m) 1,750–2,500 | 1,968cc  | 直列4気筒ディーゼルターボ | 6速MT 8速AT |

| モデル                                       | 形式     | 年式      | 最高出力（システム出力）        | 最大トルク（システム出力）              | 総排気量 | エンジン                      | 変速機 |
| -------------------------------------------- | -------- | --------- | ------------------------------- | --------------------------------------- | -------- | ----------------------------- | ------ |
| T6 Twin Engine AWD                           | B4204T46 | 2019–2021 | 186 kW (253 PS)+65 kW (88 PS)   | 350 N⋅m (35.7 kg⋅m)+240 N⋅m (24.5 kg⋅m) | 1,968cc  | 直列4気筒ターボ＋電気モーター | 8速AT  |
| Recharge plug-in hybrid T6 AWD               | B4204T52 | 2022–     | 186 kW (253 PS)+107 kW (145 PS) | 350 N⋅m (35.7 kg⋅m)+309 N⋅m (31.5 kg⋅m) | 1,968cc  | 直列4気筒ターボ＋電気モーター | 8速AT  |
| T8 Twin Engine AWD                           | B4204T34 | 2019–2021 | 233 kW (317 PS)+65 kW (88 PS)   | 400 N⋅m (40.8 kg⋅m)+240 N⋅m (24.5 kg⋅m) | 1,968cc  | 直列4気筒ターボ＋電気モーター | 8速AT  |
| Recharge plug-in hybrid T8 AWD（日本未導入） | B4204T56 | 2022–     | 233 kW (317 PS)+107 kW (145 PS) | 400 N⋅m (40.8 kg⋅m)+309 N⋅m (31.5 kg⋅m) | 1,968cc  | 直列4気筒ターボ＋電気モーター | 8速AT  |
| T8 Polestar Engineered                       | B4204T48 | 2020      | 245 kW (333 PS)+65 kW (88 PS)   | 430 N⋅m (43.8 kg⋅m)+240 N⋅m (24.5 kg⋅m) | 1,968cc  | 直列4気筒ターボ＋電気モーター | 8速AT  |
| Recharge Polestar Engineered                 | B4204T56 | 2022      | 233 kW (317 PS)+107 kW (145 PS) | 400 N⋅m (40.8 kg⋅m)+309 N⋅m (31.5 kg⋅m) | 1,968cc  | 直列4気筒ターボ＋電気モーター | 8速AT  |